# Vanylven
Vanylven là một đô thị ở quận Møre og Romsdal, Na Uy.

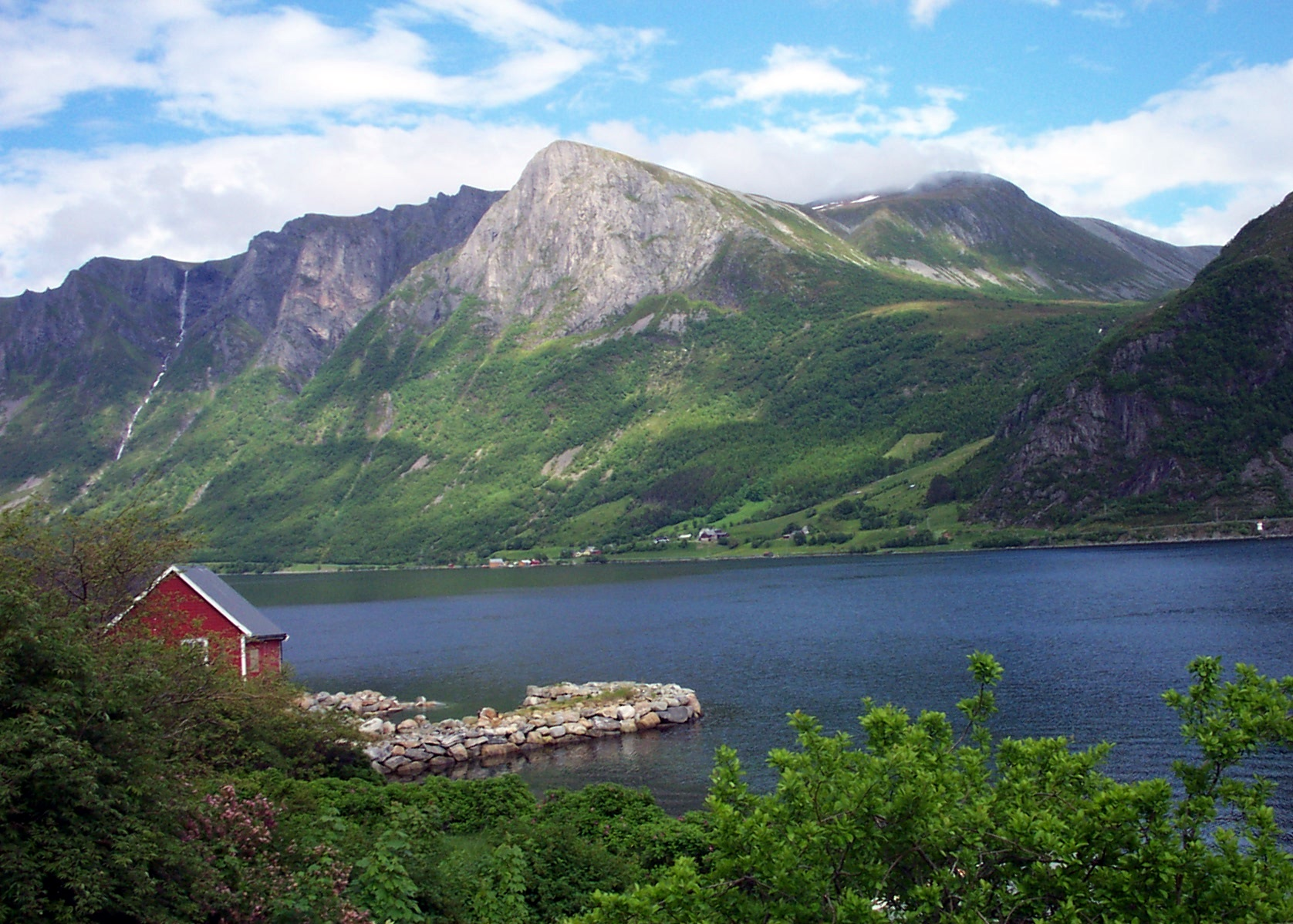
Vanylvsfjord nhìn từ Eidså

Vanylveny đã được lập thành khu tự quản ngà 1 tháng 1 năm 1838 (xem formannskapsdistrikt). Syvde được tách khỏi Vanylven ngày 1 tháng 7 năm 1918 nhưng lại được nhập vào Vanylven 1 tháng 1 năm 1964. Rovde cũng được nhập vào Vanylven năm 1964.
Vanylven giáp Sande và Herøy về phía bắc (qua Rovdefjord). Volda nằm ở phía đông và Eid, Vågsøy Selje nằm về phía nam.